# Pa Tio (huyện)
Pa Tio (tiếng Thái: ป่าติ้ว) là một huyện của tỉnh Yasothon ở đông bắc Thái Lan.

## Lịch sử
Khoảng năm 1889, có một làn sóng dân từ Lào chạy qua vùng Isan sau khi một khu vực lớn của Thái Lan ở phía tây sông Mekong được nhượng cho Pháp. Trong số những làng được lập trong đợt di cư này có Ban Pa Tio.
Năm 1933, một con đường từ Amphoe Yasothon nối Amphoe Amnat Charoen và huyện Khemarat được xây. Con đường này đi qua làng Pa Tio và khiến làng mở mang. Năm 1951, một bản kiến nghị nâng cấp làng Pa Tio thành tiểu huyện (king amphoe) đã được trình với 3 (tambon): Pho Sai, Krachai, và Khok Na Ko, nhưng mãi đến ngày 17 tháng 8 năm 1966 thì đơn vị này mới được nâng cấp, hiệu lực từ ngày 1 tháng 9.
Năm 1969 Pa Tio đã được nâng cấp thành huyện (amphoe) thuộc tỉnh Ubon Ratchathani. Khi Yasothon được tách ra thành tỉnh riêng vào ngày 1 tháng 3 năm 1972, Pa Tio là một trong những 6 huyện chuyển vào tỉnh này.

## Địa lý
Các huyện giáp ranh (từ phía tây theo chiều kim đồng hồ) là: Mueang Yasothon, Kut Chum, Thai Charoen của tỉnh Yasothon, Mueang Amnat Charoen, Hua Taphan của tỉnh Amnat Charoen, và Kham Khuean Kaeo của tỉnh Yasothon.

## Hành chính
Huyện này được chia thành 5 phó huyện (tambon), tổng cộng có 57 làng (muban).
| STT. | Tên          | Tên Thái | Số làng | Dân số |
| ---- | ------------ | -------- | ------- | ------ |
| 1.   | Pho Sai      | โพธิ์ไทร   | 12      | 6.502  |
| 2.   | Krachai      | กระจาย   | 13      | 7.780  |
| 3.   | Khok Na Ko   | โคกนาโก  | 16      | 8.216  |
| 4.   | Chiang Pheng | เชียงเพ็ง  | 7       | 3.621  |
| 5.   | Si Than      | ศรีฐาน    | 8       | 6.226  |